# Primo viaggio di Sebastiano Caboto
Segue il resoconto del primo viaggio di Sebastiano Caboto.

## Il viaggio
Nel 1508-1509 Caboto guidò una delle prime spedizioni per trovare un passaggio a nord-ovest attraverso il Nord America. Gli viene generalmente attribuito il merito di aver conquistato "le alte latitudini", dove ha raccontato di aver incontrato campi di iceberg e ha riferito di un passaggio d'acqua aperto, ma è stato costretto a tornare indietro. Alcune descrizioni successive suggeriscono che potrebbe aver raggiunto l'ingresso della Baia di Hudson. Secondo il resoconto di Peter Martyr del 1516, Sebastian navigò quindi verso sud lungo la costa orientale del Nord America, passando per le ricche zone di pesca al largo della costa di Terranova, andando avanti fino a "quasi alla latitudine di Gibilterra" e "quasi alla longitudine di Cuba". Ciò implicherebbe che sia arrivato fino a Chesapeake Bay, vicino a quella che oggi è Washington, D.C. Tornato a casa «trovò il re morto, e a suo figlio poco importava di una simile impresa». Ciò suggerisce che Sebastian tornò in Inghilterra poco dopo la morte di Enrico VII (aprile 1509) e l'ascesa al trono di Enrico VIII, che in effetti mostrò molto meno interesse per l'esplorazione del Nuovo Mondo rispetto a suo padre.